# 아르헨티나 첩보국

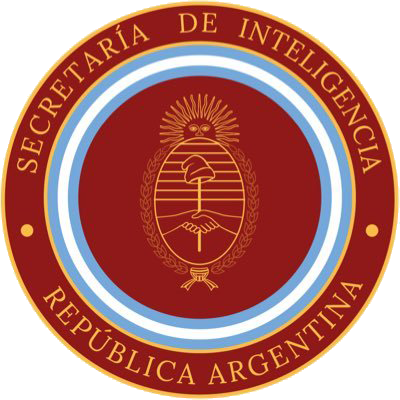

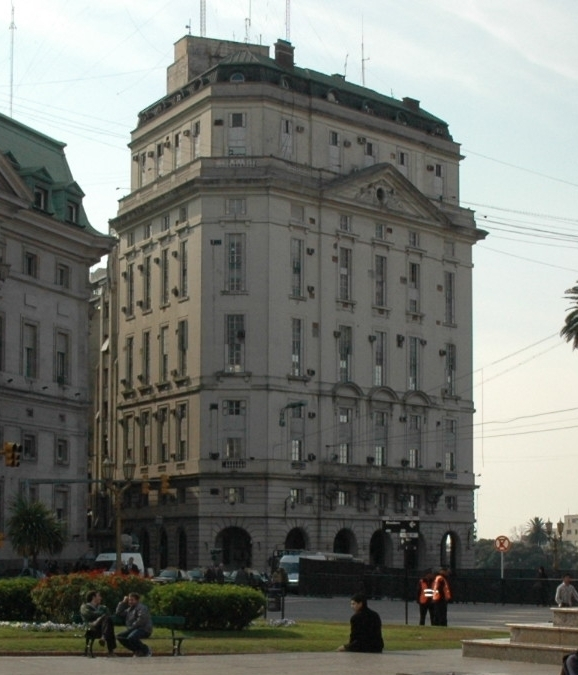
부에노스아이레스에 있는 사무국의 본관

아르헨티나 첩보국 또는 국가정보국(스페인어: Secretaría de Inteligencia del Estado, 약칭 SIDE)은 아르헨티나 공화국의 주요 정보기관이자 국가정보체계의 수장이다.
국무장관이자 내각의 특별 구성원인 국가정보국장이 의장을 맡은 정보국은 국내외 영역에서 정보 및 방첩을 수집하고 생산하며, 국정 운영을 위한 국가 정보 전략을 분석하고 수립하는 기술 및 운영 서비스였다. 정보국은 정부를 위해 완전한 정보 주기를 생산할 의무가 있었다. 구조적으로 S.I.는 아르헨티나 내에 수많은 대표단은 물론 해외 작전 기지와 대표단을 보유하고 있어 아르헨티나에서 가장 큰 정보 수집 역량을 갖추고 있었다.
법에 따르면 정보국은 대통령실에 종속되어 있으며 비밀 법령과 법률에 의해 통치된다. 공식 약칭은 새로운 정보 체계가 활성화되면서 S.I.로 변경되었지만, 역사 대부분 동안 Secretaría de Inteligencia de Estado(국가정보국, SIDE)로 불렸으며 여전히 대중에게는 SIDE로 알려져 있다.
2015년 1월 26일, 알베르토 니스만 검사의 사망 사건 이후 크리스티나 페르난데스 데 키르치네르 대통령은 (SI)를 해체하고 새로운 정보기관인 연방정보국 (AFI)을 설립하는 법안을 제안할 것이라고 발표했다. 하비에르 밀레이 대통령은 2024년에 AFI를 폐쇄하고 SIDE를 복원했다.

## 역사

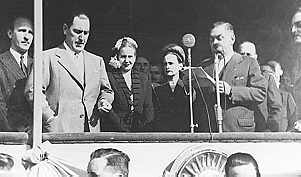
최초의 정보국장이었던 로돌포 프로이데 (왼쪽 끝), 후안 페론과 에바 페론과 함께

정보국은 1946년 후안 페론의 첫 번째 대통령 재임 기간에 행정명령 337/46에 따라 Coordinación de Informaciones de Estado (국가 정보 조정국, CIDE)라는 명칭으로 설립되었다. 그 임무는 민간인이 운영하고 연방 정부를 위한 국내외 정보 작전을 처리하는 국가 정보기관으로 활동하는 것이었다.
CIDE가 설립되기 전에는 국가 정보가 대통령실의 División de Informaciones (정보 부서, DI)와 육군정보국 (SIE), 해군정보국 (SIN)과 같은 군사 정보 서비스에 의해 공동으로 처리되었다. 아르헨티나 역사 전반에 걸쳐 군사 정보 기관이 국내외 정보를 모두 처리하는 데 관여했지만, 지난 수십 년간 제정된 개혁은 국가정보체계에서 민간인 관리 서비스와 함께 군사 정보 기관의 역할을 법적으로 부여했다.
(일반적으로 언급되는) 정보국은 페드로 에우헤니오 아람부루 정부 시절인 1956년 1월 20일 행정명령 776/56에 따라 CIDE가 Secretaría de Informaciones de Estado (국가 정보국)라는 이름을 채택하고 그 유명한 두문자어 "SIDE"를 사용하면서 첫 구조 및 기능 개혁을 겪었다. 새롭게 재편된 정보기관은 영국 정보 시스템을 면밀히 본떴다.
후안 카를로스 옹가니아 정부 시절, SIDE는 역대 가장 존경받는 정보국장 중 한 명인 세뇨란스 장군의 지휘 아래 있었다. 그 시절, SIDE는 첫 복잡한 해외 첩보 임무를 수행하기 시작했고, 직원 수는 약 1,200명으로 상당히 늘었으며, 지식과 작전 능력은 비약적으로 향상되었다.
세뇨란스 행정부 시절, 많은 아르헨티나 여성들이 당시 남성 전용 분야였던 정보 분야에 참여하기 시작했다. 정보국은 여성의 특정 장점을, 특히 작전이 인간의 약점을 이용해야 할 때, 높이 평가하기 시작했다. 그러나 1966년 세뇨란스는 정보국을 재편하여 당시 계약된 모든 여성 정보 요원을 포함하여 900명의 직원(총 1,200명 중)을 해고했다. 세뇨란스가 여성 혐오증을 가지고 있었고 여성들이 행정직에서 일하는 것을 용납하지 않았다고 알려졌다.
같은 해, 부에노스아이레스 주재 소련 영사를 납치하려다 실패하자 소련은 공식적인 항의를 제정하고 국제기구에 문제를 제기하겠다고 위협했다. 옹가니아는 자신의 의지에 반하여 세뇨란스에게 사임할 것을 요구할 수밖에 없었고, 세뇨란스는 마지막 성명에서 "페트로프 영사는 아르헨티나에서 KGB 스파이 집단을 지휘한다"고 폭로했다.
세뇨란스가 떠난 후, 여성들은 민간 정보 커뮤니티에서 자신의 자리를 되찾았지만, 그 때부터 냉전이 시작되면서 CIA는 SIDE에 특별한 관심을 갖기 시작했다. 피델 카스트로 정권의 지원을 받는 공산주의 집단과 라틴 아메리카의 게릴라들의 성장, 그리고 소련이 라틴 아메리카에 특별한 관심을 갖기 시작한 것이 미국 정보 공동체가 이 지역을 전쟁에서 미국의 이익에 대한 사소한 관심사로 간주했던 것에 영향을 미쳤다. 정보국도 예외는 아니었으며, '공산주의 문제'가 우선순위가 되었고 공산주의 국가의 해외 대사관 및 대표단에 대한 감시가 일반화되었다.
비밀 법률 20.195/73은 라누세 장군 정부 시절인 1973년 2월 28일에 발효되었으며, 기관의 임무, 기능, 인력 및 기타 중요한 측면을 문자 그대로 규정했다. 이는 1973년 3월 9일자 비밀 법령 1.792/73로도 알려져 있다.
1976년 5월 13일, 호르헤 라파엘 비델라 대통령은 행정명령 416호를 발행하여 기관의 명칭을 Secretaría de Inteligencia de Estado 또는 "SIDE"로 변경했다. 국가재편성과정 하에서 SIDE는 비밀경찰로 변모하여 게릴라 조직, 노동조합, 또는 전복적인 것으로 간주되거나 전복 활동을 지지하는 기타 조직이나 인물에 대한 간첩 행위를 수행했다. SIDE는 또한 다른 라틴아메리카 정보기관들과 함께 콘도르 작전을 조정하는 데 참여했다.
1983년 민주주의가 회복된 후, 라울 알폰신 정부 시절, SIDE는 인력을 갱신하기 시작했고, 이에 따라 활동을 전적으로 국익에 집중하는 민간 정보 기관이 되었다. 2001년 12월, 정보 개혁법이 승인되어 새로운 국가정보체계에 맞게 구조, 명칭 및 기능을 변경했다.

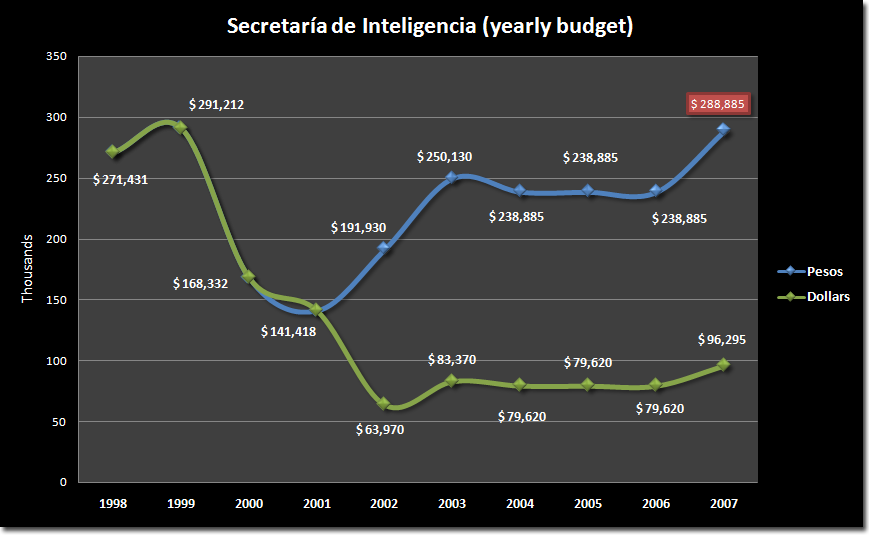
1998년 이후 정보국의 연간 예산 할당을 나타내는 그래프

2001년 2월, 페르난도 데 라 루아 정부 시절, SIDE는 예산 삭감(절반으로 감소)과 자체 갱신을 위한 정치적 압력에 시달리고 있었다. 직원 수가 절반으로 줄어 1,300명이 해고되었다. 정리 해고의 이유 중 하나는 많은 직원이 국가재편성과정 동안 인권 침해에 연루되었기 때문이었다. 이 구조 조정에는 기관 기준에 따라 은퇴 연령이 지난 직원을 해고하고, 알폰신 행정부의 민주주의 회복 이후 대부분의 직원을 해고하는 것이 포함되었다.
2003년 10월, 네스토르 키르치네르 정부 시절, 불법 도청 및 정치적, 이념적 간첩 행위에 대한 단속이 정보국장 세르히오 아세베도에게 지시되었다. 규정 위반으로 160명 이상의 직원이 조직에서 추방되었다. 내부 보안 검토도 실시되었으며, 나중에 조직 내 여러 보안 허점과 부패 및 절도 사례(예: 음식 절도, 차량에서 휘발유 빼돌리기, 시설 보안 부실)를 명시한 보고서가 작성되었다.

### 대테러
1992년 부에노스아이레스 이스라엘 대사관 공격 이후, SIDE는 삼국 국경 지대의 테러 활동에 대한 초점을 강화했다. 아르헨티나 영토, 특히 부에노스아이레스의 유대인 기관에 대한 또 다른 이슬람 테러 위협이 남아있어, 정보국은 이전에 알려지지 않은 국가 안보 위협에 적응해야 했다.
해외 정보기관들은 이슬람 테러리즘 및 이를 무력화하는 방법과 같은 주제에 대한 훈련에 협력했다. 미국 중앙정보국은 SIDE에 광범위한 훈련을 제공했으며, 전 세계의 전문가들이 국립정보학교에서 수업을 가르치기 위해 계약되었다. SIDE는 또한 직원들에게 페르시아어 및 아랍어와 역사, 그리고 그러한 문화에 속하는 사람 및 조직과의 작전 처리 방법을 가르치기 시작했다.
1994년 AMIA 폭탄 테러 이후, SIDE는 이슬람 테러리즘이 국가 안보에 매우 심각한 위협이 되었음을 인식했다. 삼국 국경 지대에서 테러 조직을 감시하기 위한 센타우로 작전(Operación Centauro)이라는 코드명 계획이 CIA와 협력하여 조직되었으며, 여기에는 도청, 우편물 가로채기, 많은 용의자에 대한 비밀 감시가 포함되었다.
그 보고서들은 그 지역에 테러 조직이 존재하고 활동하고 있으며, 그들이 파라과이의 거대한 암시장에서 이득을 얻고 해외의 다른 조직들을 위한 자금 세탁 센터로 사용되고 있음을 상세히 밝혔다. 그러한 활동에 대한 증거를 포함한 1997년 보고서는 미국, 브라질, 파라과이, 프랑스, 독일의 정보 기관들과 공유되었다. 아르헨티나 외부에서 AMIA 폭탄 테러에 대한 단서를 조사하기 위해 구성된 살라 파트리아 그룹은 파라과이에서 활동을 시작하여 많은 테러 용의자를 체포하고 아순시온, 파라과이 주재 미국 대사관 폭탄 테러 계획을 무력화하는 데 결정적인 정보를 제공했다.

## 조직
SIDE는 국가정보체계의 수장이자 아르헨티나 최대의 정보기관이다. 대통령실에 소속되어 있다. 국가 정보 계획 및 정책을 수립해야 하는 아르헨티나 대통령에게 보고한다.
SIDE는 해외 및 국내 정보를 처리하는 정보기관일 뿐만 아니라 미국 연방수사국처럼 전국적인 형사 수사를 지원하기도 하며, 법무부와 자주 협력한다.
정보국은 임무 수행을 돕는 특별 내부 하위 조직을 포함하고 있다. 국립정보학교 (ENI)는 주요 정보 아카데미로서, SIDE의 요원들을 훈련하고 모집하며, 다른 정보 및 법 집행 기관의 직원을 위한 교육과 지원을 제공한다. ENI는 또한 아르헨티나 정보 교리를 분석하고, 인터넷을 통해 제공되는 과정을 포함하여 국내 학생들에게 전문 정보 대학원 교육을 제공한다.
2001년 정보개혁법 25.520이 발효되어 SIDE의 전통적인 내부 조직에 상당한 변경을 가했으며, 국립형사정보국과 같이 새로 설립된 다른 조직에 일부 업무를 분담했다.

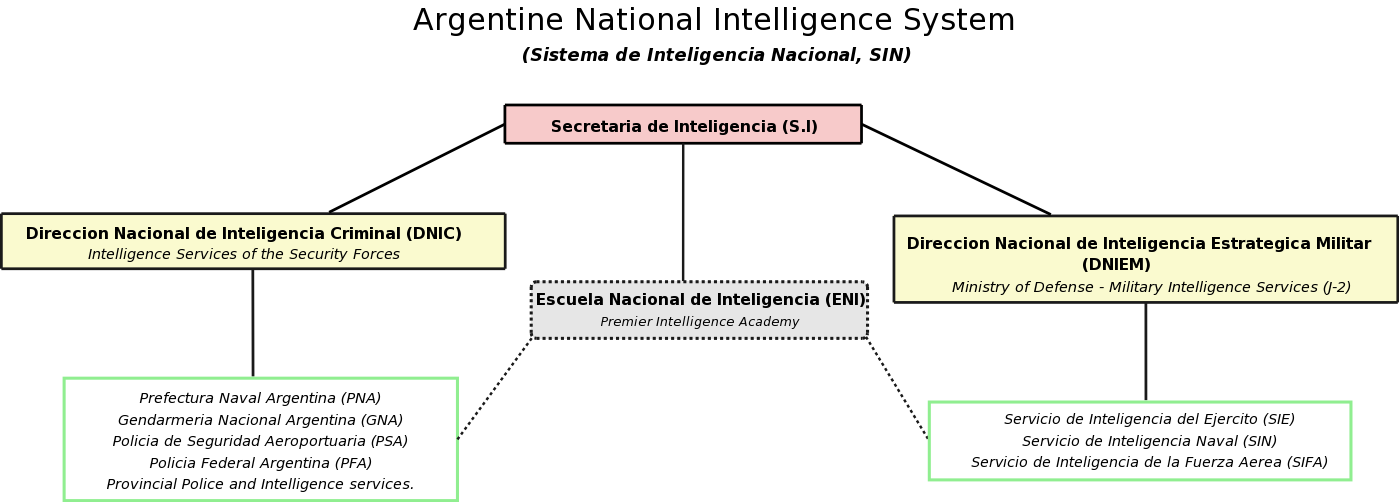
국가정보체계에서 정보국의 선도적인 역할

아르헨티나 대통령은 정보국장 및 차관보의 직위를 지정할 책임이 있지만, 정보국장의 자신의 계약 직원을 이 기관에 지정하는 권한에는 제한이 적용된다.
정보국 자체는 국내, 해외, 지원(Apoyo)의 세 가지 차관보를 두고 있다. 이들은 각각 A, B, C 또는 숫자로 코드화되어 있다. 해외에서는 정보 요원들이 보통 아르헨티나 대사관 및 영사관에 외교 면책 특권을 가진 것으로 위장한다(이는 첩보 세계에서 흔한 관행이다). '미디어 컨설턴트', '문화 담당관', '관광 컨설턴트'와 같은 직책이 가장 자주 사용된다.
현재 정보국장은 엑토르 이카주리아가이고 차관은 프란시스코 라르셰르이며, 두 사람 모두 네스토르 키르치네르 대통령이 임명했다. SIDE에서 세 번째로 중요한 직책은 국내외 모든 정보 및 비밀 작전을 관리하는 총괄 작전국장(Director General de Operaciones)으로, 전설적인 비밀 요원 호라시오 안토니오 스티우소 (별명: 하이메 스틸스)가 현재 이 직책을 맡고 있다.
실비아 포르나사로가 재정국(Dirección de Finanzas)을 책임지고 있으며, 이 부서는 정보국의 모든 회계 및 예산 균형을 처리한다.

### 목표
법에 의해 위임된 정보국의 정보 기능의 목표는 다음과 같다:
- 합법성, 성실성 및 객관성의 틀 내에서 개인 및 집단 권리의 보호를 우선시하여 사회의 일반적인 복지를 보호한다.
- 국가의 핵심 이익을 위해 국가 영토뿐만 아니라 개인 및 집단 인간 안보에 대한 위협을 예측적이고 일관성 있게 식별하고 해석한다.
- 국가 목표 달성을 방해할 수 있는 국내외 다양한 행위자들의 역량과 취약성에 대해 국가 정부의 다양한 영역을 지원하여 의사 결정 과정에 협력한다.
- 국익을 위해 "기회"로 활용될 수 있는 행동과 과정을 식별한다.
- 정보 교환 및 정보를 위한 유동적인 채널을 만들기 위해 가능한 한 많은 외국 기관 및 정보 서비스와의 관계를 촉진하고 강화한다.

정보국의 다른 보다 구체적인 목표는 다음과 같다:
- 국가 정보 계획 수립(법률 25.250에 의거)[10]
- 국가 정보 체계의 다양한 구성원과의 기능적 관계 조정.
- 잠재적인 테러 행위를 탐지하고 무력화하기 위해 정부의 다른 영역에 정보 및 정보 제공 협력.
- 국가에 영향을 미치는 지역, 대륙 및 전 세계적 중요 행위자, 사건 및 과정에 대한 정보를 적시에 생산.
- 전 세계적, 대륙적, 지역적 틀 내에서 국제 테러리즘, 마약 밀매, 무기 밀매 등에 대한 가설 수립.
- 중요한 과정을 예측하기 위한 지역적 범위에서의 정보 활동 수행.
- 국민 의회의 정보 기관 및 활동 통제 양자 위원회의 요구 사항에 응답 (법률 25.520에 의거)[10]
- 국제적 범위에서 장래 시나리오를 정교화하고 국가에 미치는 영향을 평가.
- 밀수, 조직 범죄, 자금 세탁, 조세 회피 등과 같은 범죄 퇴치를 위해 필요한 정보를 제공하여 사법 시스템 협력.
- 갈취, 납치, 밀수, 마약 밀매, 정보 기술 자료 저작권 침해, 화폐 위조 등과 같은 범죄와 관련하여 유능한 사법 당국이 승인하거나 명령한 다양한 수사 지원.
- 정보국, 국가 정보 체계 및 국가 정부의 다른 영역의 민간 직원을 위한 자격, 훈련 및 개선 프로그램 계획 및 실행.
- 국내외 공공 및 사설 연구 센터 및 NGO와의 유대 관계 확대.

### 관심 분야
정보국의 주요 관심사는 다음과 같다:
- AMIA 폭탄 테러 및 부에노스아이레스 이스라엘 대사관 공격을 포함한 국제 테러리즘.
- 종교적 근본주의.
- 마피아, 마약밀매, 무기 밀매 및 신분 위조를 포함한 조직 범죄.
- 통합 발전(예: 북미자유무역협정, 메르코수르, 미주 자유 무역 지대, 아시아 태평양 경제협력체, 유럽 연합 등)의 진화와 자유 시장에 관한 국제 경제 협상의 분석.
- 합법 및 불법 인구이동과 아메리카 원주민의 발전.
- 대량살상무기 (핵, 화학, 생물) 확산.
- 국가 안보에 잠재적 위험으로 간주될 수 있는 생태학적 문제.
- 과학 분야의 국내외 발전.
- 국방 및 안보에 대한 공식 정책의 진화.
- 아르헨티나령 남극 및 포클랜드 제도 (스페인어: Islas Malvinas)를 포함한 남대서양의 현황.
- 주요 라틴아메리카 및 유럽 국가들의 정치 상황 분석을 통해 국가 이익에 직간접적인 영향을 미칠 수 있는 불안정성, 갈등 및 위기 식별.

### 구조
내부적으로는 세 개의 차관보(Subsecretarías)로 구성되어 있다: 국내 (Interior), 해외 (Exterior), 그리고 지원 (Apoyo). 모든 부서에는 특정 식별 번호가 할당되어 있다.
- 국내 정보 차관보 (8): 국내 지역에서 정보 생산 및 보급을 담당한다. 이를 위해 정치, 경제 및 사회적 요인을 담당하는 여러 국(Direcciones)으로 세분화된다.
  - 국내 정보국 (Dirección de Inteligencia Interior): 국내 문제에 대한 정보 검색 및 수집을 담당하며, 이를 위해 기술, 운영 및 관리 영역을 갖추고 있다.
  - 국내 수집국 (Dirección de Reunión Interior): 국내 영역에 해당하는 정보의 수집 및 확산을 담당한다. 임무를 달성하기 위해 특정 정치, 경제 및 사회 문제에 할당된 부서로 세분화된다.
  - 사법감시국 (Dirección de Observaciones Judiciales) (84): 사법관이 명령한 전화, 우편 및 기타 통신 감청을 수행하는 책임이 있다.
  - 방첩국 (Dirección de Contrainteligencia) (85): 방첩 및 역첩 활동을 담당한다. 특정 임무를 수행하는 정보 및 기술-운영 영역을 갖추고 있다.
  - 사회 커뮤니케이션국 (Dirección de Comunicación Social): 공개 정보 (예: 대중 매체)의 분석 및 수집을 담당한다.
- 해외 정보 차관보 (3): 해외 지역에 대한 정보 수집 및 생산을 담당한다.
  - 해외 수집국 (Dirección de Reunión Exterior): 해외 문제에 관련된 사실 및 과정에 대한 정보의 수집 및 확산을 담당한다. 다양한 기술 및 운영 목표를 가진 다양한 영역으로 구성된다. 해외 서비스와의 연락을 담당한다(예: 해외 주재 정보 대표).
  - 해외 정보국 (Dirección de Inteligencia Exterior) (32): 해외 분야의 국가 정보 생산을 담당한다. 이를 위해 국가/국가별/각국에서 다양한 문제와 대륙 및 세계적 틀을 분석하는 특정 영역을 갖추고 있다.
    - 국제 정치, 경제 및 사회 과정.
    - 초국가적 범죄 및 국제 테러리즘 (34)[12]
    - 대량살상무기 확산 과정.
- 정보 지원 차관보 (Subsecretaría de Apoyo de Inteligencia): 정보국의 물류 지원, 인력, 통신 및 데이터 처리 센터를 담당한다. 이를 달성하기 위해 이러한 특정 영역을 담당하는 여러 이사회를 두고 있다.

### 시설
정보국은 전국적인 정보기관이며, 대부분의 아르헨티나 주에 지부와 기지를 두고 있으며, 대부분의 중요 국가에 대표부를 두고 있다. 보고서에 따르면 SIDE는 전 세계에 약 24개의 작전 기지를 보유하고 있다.
본 건물은 부에노스아이레스 시내 중심부, 대통령궁과 마요 광장 근처의 Ave. 25 de Mayo 11 (Ave. Leandro N. Alem 10을 통한 후문 접근)에 위치해 있다. 중심 기지는 25 de Mayo 건물과 부속 건물들이지만, 기지 또는 작전 센터로 알려진 많은 건물들이 부에노스아이레스 시내 곳곳에 퍼져 있다. 본 건물은 길 건너편에 있는 카사 로사다와 지하 통로로 연결되어 있다는 보고도 있다.
본 건물은 1929년 건축가 알레한드로 부스티요가 원래 소유주였던 페데리코 L. 마르티네스 데 오스를 위해 건설했다. 1930년에 개관하여 원래는 "마르티네스 데 오스 건물"이라는 이름의 주거용으로 사용되었다. 1940년에 연방 정부가 이를 매입했다. US$1,607,022의 가치로 평가되며, 도로 면적은 413 제곱미터, 내부 면적은 5430 제곱미터이고, 10층으로 구성되어 있다. 5층은 정보국장 사무실, 10층은 특수작전 부서이다.
시설 보안은 매우 엄격하며, 건물 전체는 어두운 색조의 창문으로 덮여 있고, 사람이 문에 접근하면 경비원은 방문자의 이름과 방문 이유를 묻는다. 입장 승인을 받으면 금속 탐지기를 통과해야 하며, 방문 내내 직원의 동행을 받아 건물을 안내받고 제한 구역에 접근하는 데 필요한 자기 카드를 제공받는다.
25 de Mayo 대로에 있는 두 개의 부속 건물은 본 건물과 내부적으로 연결되어 정보국 사무실을 확장하고 있다. 대통령궁과 마요 광장 주변 전체의 감시는 명백한 이유로 엄격하다. 1960년대 후반, 몬토네로스 대원들이 건물에 침입하여 주말 내내 머물면서 물건, 폴더 및 기타 민감한 자료를 가져가는 심각한 사건이 발생했다.
1970년대 후반과 1980년대에는 코레오 센트럴 건물의 10층이 정보국에 제공되어 우편물 감청에 사용되었다.
| 이름                                                                                        | 위치                                                                                        | 세부 정보 |
| ------------------------------------------------------------------------------------------- | ------------------------------------------------------------------------------------------- | --- |
| 첫 번째 별관                                                                                | Ave. 25 de Mayo 33                                                                          | 건설: 1931년. 양식: 아르데코. 도로 면적: 285 m2. 내부 면적: 6,000 m2. 추정 가치: U$S 2,049,256. 후문: Ave. Leandro N. Alem 14.           |
| 두 번째 별관                                                                                | Ave. 25 de Mayo 35/37                                                                       | 건설: 1965년. 도로 면적: 364 m2. 내부 면적: 6,000 m2. 추정 가치: U$S 2,049,256. 후문: Ave. Leandro N. Alem.                              |
| 파사헤 바로로                                                                               | Ave. de Mayo 1366/70/80                                                                     | 8층 사무실. 방첩국 부속 건물. |
| 에스타도스 우니도스 기지 (85, 방첩)                                                         | Ave. Estados Unidos 3057                                                                    | 건설: 1967년. 개조: 1983년. 도로 면적: 838 m2. 내부 면적: 1,568 m2. 추정 가치: U$S 121,812.                                              |
| 빌링허스트 기지 (22, 국내 정보)                                                             | Ave. Billinghurst 2484                                                                      | 도로 면적: 1,266 m2. 추정 가치: U$S 164,468.                                                                                             |
| 초국가적 범죄 및 국제 테러 (34)                                                             | Ave. Coronel Díaz 2079                                                                      | 건설: 1981년. 도로 면적: 314 m2. 내부 면적: 794 m2. 추정 가치: U$S 311,459.                                                              |
| 사법감시국 (84)                                                                             | Ave. de los Incas 3834                                                                      | 내부 면적: 2,500 m2. 추정 가치: U$S 1,577,443.                                                                                           |
| 국립정보학교                                                                                | Ave. Libertad 1235                                                                          | 건설: 1922년. 1970년 주차장 추가. 작은 방, 나무 바닥. 양식: 아카데믹. 도로 면적: 2,515 m2. 내부 면적: 3,775 m2. 추정 가치: U$S $724,178. |
| 피스타리니 장관 공항 (에세이사 국제공항) 및 호르헤 뉴베리 공항 (부에노스아이레스 국내 공항) | 피스타리니 장관 공항 (에세이사 국제공항) 및 호르헤 뉴베리 공항 (부에노스아이레스 국내 공항) | 방첩국 소속 감시 기지. |
| 추부트 대표단                                                                               | Hipolito Yrigoyen 1126, 트렐레우                                                            | 추부트주 |
| 멘도사 대표단                                                                               | Montevideo 531, 멘도사                                                                      | 멘도사주 |
| 산타크루스 대표단                                                                           | Urquiza 80, 리오가예고스                                                                    | 산타크루스주 (아르헨티나) |
| 참고: 별도로 명시되지 않는 한 모든 주소는 부에노스아이레스에 있다.                          |                                                                                             | |

알 수 없는 상태의 기타 시설:
| 위치                                 | 주                      |
| ------------------------------------ | ----------------------- |
| Ave. de Mayo 1370. 6층; 133호 사무실 | 부에노스아이레스.       |
| Einstein 55, 누에바 폼페야           | 부에노스아이레스.       |
| Coronel Cetz 68, 산 이시드로         | 부에노스아이레스주.     |
| España 2953, PB (하층), 올라바리아   | 부에노스아이레스주.     |
| Juan Zufriategui 4352, 비야 마르텔리 | 부에노스아이레스주.     |
| Alvear 66, 코르도바                  | 코르도바주 (아르헨티나) |

### 인프라
기관 내 통신은 핵심적인 인프라 및 정책 문제이다. 파타고니아 남부 기지의 통신은 Servicios y Tecnologia S.R.L. (SyT) 회사가 제공한다. SIDE의 나머지 통신, 도청 능력, 데이터 전송 등은 아르헨티나의 텔레콤과 텔레포니카, 모비스타, 넥스텔, CTI 모빌, 그리고 Compañía de Radiocomuncaciones Móviles, S.A.가 처리한다. SIDE의 데이터 처리 컴퓨터는 Bull이 제공한다.
2001년, 페르난도 데 산티바녜스 정보국장 시절, 정보국은 컴퓨터 인프라의 대대적인 업그레이드를 시작했다.

### 인력
최근 보고서에 따르면(정보국은 정확한 인원수를 공개하지 않음) 현재 아르헨티나 국내외에서 약 2,500명에서 3,000명의 요원이 정보국을 위해 일하고 있다. 정보국장과 차관보만이 공직자이며, 나머지 SIDE 직원은 정보개혁법 25.520에 명시된 대로 비밀리에 활동하고 일해야 한다.
인력의 약 80%는 국내 차관보 산하 부서에서 일하고, 나머지는 해외 및 지원 차관보 산하 부서에서 일한다. 요원의 계급에 따라 월 1,800~2,678 아르헨티나 페소를 받으며, 국장은 3,000 아르헨티나 페소에 달한다.
해외 파견 대표들은 외교부 소속이지만 정보국에서 월급을 받는다. 이들의 주요 업무는 주재국에서 관심 있는 현재 사건에 대한 보고서를 작성하고 현지 정보 기관과 관계를 맺는 것이다.

### 채용
시민들은 냉전 기간 동안 전 세계 정보기관이 잘 알려지고 널리 사용한 방법으로 SIDE에 채용된다. 이 절차는 간단했는데, 성격, 행동 및 지능에 대한 평가를 바탕으로 국립대학교 학생들을 모집하는 것이었다.
이 방법은 후안 카를로스 옹가니아 정부 시절, 세뇨란스 정보국장 지휘 하에 처음 사용되었는데, 그는 스스로 "20세에 대학에서 공부한 사람은 30세에는 훌륭한 전문가가 되어야 한다"고 말했다. 채용 과정에서 전문가들은 목표를 평가할 때 네 가지 필수적인 점에 집중했다:
- 언어와 표현력.
- 옷차림의 신중함.
- 꼼꼼한 생활 방식.
- 다양한 상황에 성격을 적응시킬 수 있는 개인적인 삶의 경험 보유.

학생들이 SIDE에 합류하라는 초대를 수락하면, 국립정보학교에서 훈련을 받도록 보내졌다. 그럼에도 불구하고, 모든 스파이가 대학에서 선발된 것은 아니었다. 경험이 풍부한 요원들이 개인 생활에서 접한 사람들 중 정보 세계에서 경력을 쌓기에 적합하다고 생각하는 사람들을 추천하는 것이 일반적이었다.
이러한 방식으로 모집된 스파이들은 "기밀요원"으로 분류되었으며, 첩보 활동 수행 능력을 시험받는 동안 월급을 받았다. 기밀요원이 신뢰할 수 있음이 입증되면 "계약 협력자" 범주로 승진했다. 이러한 경우, 요원들은 특정 통제의 대상이 되었으며, 방첩 부서에서 그들에 대한 "환경적" 감시가 이루어졌다.
요원들이 상사의 기대에 부응하면, 주기적으로 갱신 가능한 임시 고용 계약을 체결했다. "기밀요원" 경력에서 세 번째 단계는 "임시 인력" (Personal Temporario, 스페인어로)으로 지칭되었고, 이 단계에 도달하자마자 국립정보학교에서 과정을 수강할 수 있었다.
마지막으로, 임시 인력으로 배정된 지 2년 후, 그들은 영구 "민간 인력" (PC, 스페인어로)으로 재배정되었다. "기밀요원"과 "민간 인력" 단계 사이에는 정해진 기간이 없었으며, 완전히 통합되기까지 15년이 걸린 사례도 있었다. 오늘날 SIDE는 "매우 폐쇄적인 가족"으로 소문이 나 있으며, 추천 없이는 아무도 들어갈 수 없는 곳이라고 한다. 요원들과의 인터뷰에 따르면 "첫 번째 규칙은 당신의 이름을 잊는 것"이며, 신규 인력은 가짜 신분으로 세례를 받는다.

### 협력자
'협력자'는 비밀 작전에 지원되는 회사로, 아르헨티나 사법 기관에서 자세히 밝혀진 알려진 사례로는 Tecnit, CF COM, OSGRA S.R.L, Tiumayú S.A, AMSUD S.A, EMCOSUD S.A, IDIS (Instituto de Investigaciones y Servicios) S.R.L, 그리고 Canteras Brandsen S.R.L.과 같은 위장 회사가 있다. 이들 모두 SIDE 직원에 의해 운영되며, 아르헨티나 내에서 비밀 작전에 사용되거나 해외에 요원을 배치하는 데 사용되는 것으로 보인다. 한 가지 알려진 예는 산티아고 (칠레)에서 EMCOSUD의 브로커로 활동하는 요원의 경우이다.

## 문화
정보국장과 차관보는 각각 "세뇨르 싱코"(Señor Cinco, 5번 아저씨)와 "세뇨르 오초"(Señor Ocho, 8번 아저씨)로 불리는데, 이는 25 de Mayo 건물 5층과 8층에 그들의 사무실이 위치해 있기 때문이다. 다른 별명으로는 해외 정보 차관보의 "세뇨르 뜨레스"(Señor Tres, 3번 아저씨)와 물류 차관보의 "세뇨르 누에베"(Señor Nueve, 9번 아저씨)가 있다. 정보국 건물 내 카페테리아는 "카지노"라고 불린다.
확인되지는 않았지만, "세뇨르 싱코"라는 이름은 1956년 SIDE의 재편성과 관련이 있는 것으로 알려져 있는데, 이는 영국 MI6를 면밀히 모델로 삼았으며, MI6의 첫 번째 국장은 조지 맨스필드 스미스-커밍 대위였다. 흔히 "스미스"를 빼고, 커밍은 자신의 이니셜 "C"를 코드명으로 사용했는데, 이는 이후 모든 MI6 국장들이 사용하기도 했다. "세뇨르 Cin코"라는 이름은 이로부터 유래했다고 추정된다.
25 de Mayo 대로의 본 건물은 "센트럴"(Central)이라고 불린다. SIDE에서 일하는 요원들은 정보국을 단순히 "라 카사"(La Casa, 집)라고 부른다. 자신의 기관과 SIDE 간의 연결고리 역할을 하는 외국인 직원은 "COI"라고 불린다. 또한, 스파이는 때때로 정치인들에 의해 "서비스"(The Service, 영어)에 속하는 사람을 의미하는 "서비스"(Servis)라고 불리기도 한다.
SIDE의 공식 마스코트는 여우 (Zorro)이다. SIDE 직원들 사이에서 사법감시국 (DOJ)은 "오호타"(Ojota, 샌들)라고 불리는데, 이는 "오호"(Ojo, 눈)를 암시하기도 한다.

### 숫자
정보국의 내부 조직에 대해 흥미롭고 때로는 혼란스러운 사실은 서로 다른 내부 부서를 지칭하는 데 특별히 구조화된 일련의 숫자를 사용한다는 점이다. 예를 들어, 국내 정보 차관보는 '8'번으로, 그리고 그 하위 부서인 방첩국과 사법 감시국은 각각 '84'번과 '85'번으로 번호가 매겨진다. 해외 정보 차관보, 즉 '3'번의 경우도 마찬가지로, 해외 정보국은 '32'번, 초국가적 범죄 및 국제 테러 부서는 '34'번으로 번호가 매겨진다.
SIDE의 숫자 시퀀스가 정확히 어떻게 구조화되어 있는지 공식적인 설명이 부족하여 여전히 파악하기 어렵지만, 특정 국장을 지칭하는 데 단일 숫자가 사용된다는 것은 알려져 있다('3', '5', '8', '9'). 때로는 이 숫자들이 25 de Mayo 건물 내 위치를 나타내기도 한다.

### 대중 매체 및 픽션
대부분의 정보기관과 마찬가지로, 정보국은 국가적 문제나 스캔들을 다룰 때만 공식 성명을 발표한다. 정보국에게는 AMIA 조사, 소피아 피히만 사건, 상원 뇌물 수수 스캔들 참여가 가장 주목받는 에피소드였다.
AMIA 조사 중에 조사에 참여했던 사법 공무원 클라우디오 리프시츠는 정보국이 폭탄 테러를 미리 알고 있었지만 막지 못했다는 자신의 경험과 이론을 담은 책을 썼다.
2005년, 다미안 시프론이 만든 코미디 영화 《티엠포 데 발렌테스》는 정보국과 연방 경찰 간의 오랜 경쟁을 다루었다. 정보국은 영화의 줄거리에서 중요한 역할을 했으며, 대부분 매우 사악하고 부패한 개인들로 묘사되었다. 결국, 영화는 국가 정부에서 정보의 역할을 옹호한다.
미국 ABC TV 프로그램 앨리어스에서 나디아 산토스는 전 SIDE 요원으로, 현재 CIA에서 일하고 있다. 이 드라마에서 '아르헨티나 정보부'가 여러 번 언급되었다.

### 출판물
정보국은 3개월마다 국립정보학교를 통해 공식 잡지를 발행한다.
정보국의 역사와 스캔들에 관한 책으로는 호르헤 보임바세르의 Los sospechosos de siempre: Historia del espionaje en la Argentina가 있다. 이 책은 1995년에 출판될 예정이었으나, 당시 정보국장 우고 안소레구이가 저자와 Editorial Planeta와 금전적 거래를 통해 출판을 연기시킨 것으로 알려져 있다. 이 책은 마침내 2001년에 출판되었으며, 내부 구조에 대한 명확한 정의를 교묘하게 회피하고 있음에도 불구하고 역사적인 SIDE 사실에 대한 가장 완벽한 정보원 중 하나이다.
2006년 7월, 헤라르도 영의 SIDE: La Argentina secreta가 출간되었다. 영의 책은 정보국의 가장 유명한 구성원, 내부 규칙, 관리 및 작전에 대한 세부 사항 등 정보국의 보다 개인적인 측면에 초점을 맞추고 있다.

## 역사적 작전

### 더러운 전쟁
SIDE는 더러운 전쟁 기간 동안 역할을 수행했으며 남미 정보기관의 국제 네트워크인 콘도르 작전에 참여했다. 부에노스아이레스에 위치한 콘도르 작전의 비밀 구금 캠프인 아우토모토레스 올레티 (택티컬 작전 센터 18로도 알려짐)는 1976년 5월부터 11월까지 SIDE의 지휘 아래 운영되었다.
SIDE가 수행한 가장 중요한 작전 중 하나는 칠레 DINA 및 우루과이 정보국과 협력하여 유럽에서 세 건의 암살 시도를 계획한 것이었다. 목표는 파리에 거주하는 세 명의 특별 인사, 즉 살바도르 아옌데의 딸인 이사벨 아옌데 (칠레), ERP 소속의 로돌포 마타롤로 (아르헨티나), 그리고 전 상원 의원인 엔리케 에로 (우루과이)를 가능한 한 동시에 살해하는 것이었다. 이들 모두 남아메리카의 데 팍토 정권에 반대하고 잘 알려진 반체제 인사였다. 이 아이디어는 원래 DINA 국장인 마누엘 콘트레라스가 제안했으며, 아르헨티나 독재자 호르헤 라파엘 비델라의 사전 승인을 받아 부에노스아이레스의 빌링허스트 기지에서 계획되었다.
암살은 아르헨티나 외교 수송편을 통해 프랑스로 가져온 9mm 또는 .22구경 총으로 이루어질 예정이었다. 작전은 파리 주재 아르헨티나 대사가 내용물을 먼저 밝히지 않으면 가방을 요원에게 넘겨주기를 꺼려 실패했다.

### 메릴린 작전
1973년 5월 25일 엑토르 호세 캄포라가 아르헨티나 대통령에 취임하자 쿠바는 아르헨티나 정부와의 문화 교류 재개를 제안하며 외교관과 공식 대표단을 아르헨티나로 보냈다. 그러나 아르헨티나 정보기관은 쿠바인들의 유입에 대한 실제 동기를 불신했다.
그때 정보국 분석가가 쿠바 대표단에게서 인간적인 약점을 발견했다: 바로 눈에 띄는 금발 여성에 대한 극도의 민감성이었다. 레콜레타 지역의 카페 라 비엘라는 SIDE 요원들에게 쿠바인들이 여성 동반자를 찾는 것이 흔히 목격되는 장소였다.
정보국은 가능한 한 빨리 침투하고 평가하며 정보를 얻기 위한 계획을 조직했다. 이 작전에서 주요 역할은 금발 여성이었고, SIDE는 시내의 알려진 '핫' 스팟에서 유능한 여성들을 모집하기 시작했으며, 그 중 일부는 정보국과 긴밀하게 연결된 사람들이 관리했다.
부에노스아이레스 시내에서 세 명의 여성이 인터뷰에 초대되었고, 쿠바 대표단과 견고하고 안정적인 관계를 구축하는 일이 제안되었으며, 모두 수락했다. 그들은 이전 직업에서 벌던 것과 거의 같은 돈을 받을 것이며, 제공된 서비스에 대한 약간의 수당도 받을 것이었다. 일주일 동안 요원들은 기본적인 정보 이론과 실무를 배웠고, '표적'이 될 쿠바인들의 사진을 관찰했으며, 자신의 가상 신분을 위한 복잡한 배경 이야기를 정교하게 만들 시간을 가졌다.
메릴린 작전을 담당한 국장은 고의적으로 자녀를 둔 이혼한 여성들을 선택하여 가족이나 표적에게 의심을 사지 않도록 했다. 세 여성 모두 생계를 위해 '영업'을 한다고 주장하여 쿠바인들과 직접 접촉할 수 있는 많은 시간을 확보할 수 있었다. 마침내 카페 라 비엘라에서 미묘한 접근 장면이 펼쳐진 후, 쿠바 대표단 중 두 명이 덫에 걸렸지만, 세 번째 대표는 관계를 맺는 데 관심이 없는 듯했다.
6주간의 관찰과 도청(스파이들은 쿠바인들의 방에 마이크를 심어두었다) 끝에, 쿠바 대사관은 예기치 않게 대표단에게 아바나로 돌아오라는 명령을 내렸다. SIDE는 쿠바인들이 아르헨티나 좌파 단체를 돕고 지원한다는 의혹에 대해 어떠한 관련 정보도 얻지 못했지만, 이 기관은 여성이 첩보 세계에서 매우 유용한 도구임을 깨달았다. 작전에 참여한 세 여성 모두에게 SIDE의 영구 직업이 제안되었고, 단 한 명만 수락했으며, 나머지는 부에노스아이레스의 밤문화로 돌아갔다.
메릴린 작전은 남성의 약점을 이용하기 위해 여성을 활용하는 것이 정보를 추출하고 아르헨티나의 국내외 적대 세력을 관찰하는 데 실현 가능하고 편리한 방법임을 입증했다. 아르헨티나 첩보 공동체에 여성이 실제로 진입하기 시작한 것은 1960년대 중반이었지만, 70년대 아르헨티나의 가장 격동적인 시기에 SIDE의 여성들은 작전에서 중요한 역할을 하기 시작했다.

### 20년 작전
1995년 10월 28일, 아르헨티나의 가장 수배 중인 테러리스트 엔리케 고리아란 메를로가 멕시코시티에서 60마일 떨어진 작은 마을 테포스틀란에서 체포되어 아르헨티나로 송환되었다. 메를로는 1970년대와 1980년대에 수많은 범죄 활동에 연루되었는데, 가장 주목할 만한 것은 9월 17일 파라과이에서 아나스타시오 소모사 데바일레를 암살한 사건과 MTP 그룹에 의한 1989년 라 타블라다 군사 기지 공격을 주도한 사건이었다.
자신이 SIDE가 주도한 납치 사건이라고 주장하는 메를로는 멕시코로 건너가 PRD 소속 멕시코 정치인들을 만났다. 이들은 라 타블라다 공격에 책임이 있는 게릴라들을 석방시키기 위한 국제적인 노력에 협력하고 있었으며, 이들은 현재도 아르헨티나 교도소에 수감되어 있다. 메를로는 가짜 우루과이 여권을 가지고 멕시코 수도에 도착했고, 곧 멕시코 보안군이 자신을 미행하고 있다는 것을 깨달았다. 그는 그들이 멕시코 영토에서 불법 활동을 하는지 확인하기 위한 기본적인 감시를 하고 있다고 생각했다.
10월 28일 토요일, 그는 테포스틀란 광장에서 아르헨티나인으로 보이는 세 명의 남자를 발견했는데, "그 중 한 명은 아르헨티나 정보국이나 경찰에서 온 사람처럼 보였다"고 그는 말했다. 메를로는 친구의 트럭을 운전하고 있었고, 아르헨티나인들을 발견한 후 쿠아툴라 마을로 운전하여 추적자들을 따돌리려 했다. 몇 분 후, 메를로는 차가 멈추고 포위되었으며, 트럭의 부서진 창문으로 손을 내밀 때까지 여러 번 총격을 받았다고 주장했다.
메를로는 멕시코 보안군이 자신에게 수갑을 채우고 아르헨티나인과 마주 보게 했으며, 아르헨티나인은 고개를 묵묵히 끄덕였다고(자신이 찾던 사람이 맞다는 것을 확인하며) 주장한다.
메를로는 멕시코 이민부로 끌려갔고, 그곳에서 SIDE 요원들에게 세 차례 심문을 받았다고 주장한다. 마지막 심문에서 그들은 그가 고리아란 메를로인지 물었고, 그는 "예"라고 답하며 동시에 망명을 요청했다 (멕시코는 다른 라틴 아메리카 국가에서 정치적으로 기소된 사람들에게 망명을 허용하는 전통이 있다). 멕시코 경찰관 중 한 명은 그의 요청에 대해 "수용 가능성"이 있다고 말했지만, 오전 5시에 멕시코 당국은 그를 공항으로 데려가 SIDE 비행기에 태웠고, 그 비행기에는 테포스틀란에서 심문을 했던 바로 그 SIDE 요원이 있었다.
이 작전은 정보국의 살라 파트리아 그룹에 의해 수행된 것으로 알려졌다. 고리아란 메를로는 자신의 범죄로 아르헨티나에서 징역형을 살았고, 2003년 에두아르도 두알데 대통령에 의해 사면되었다.

### AMIA 조사
수사 중 사법 보고서는 SIDE가 AMIA 사건 조사에 연루되었다는 충분한 증거를 보여주었다. 2003년 네스토르 키르치네르 대통령은 SIDE의 모든 파일(약 15,000개)을 공개하고, 전 정보국장 우고 안소레구이와 사건에 연루된 많은 정보 요원( 호라시오 안토니오 스티우소, 파트리시오 미겔 피넨, 알레한드로 브루송 포함)이 사건의 공식 판사로서 갈레아노 판사의 부적절한 처리에 대해 조사에 증언할 수 있도록 하는 법령에 서명했다.
몇몇 비평가들은 아르헨티나 영토에 대한 임박한 공격에 대한 경고를 받았음에도 불구하고 AMIA에 대한 공격을 막지 못한 것에 대해 SIDE를 비난한다. AMIA 조사 과정에서 제시된 사법 증거는 베이루트 주재 아르헨티나 대사관, 브라질 정보국, 밀라노 주재 아르헨티나 영사관이 SIDE에 유대인 단체에 대한 공격에 대해 경고했음을 보여준다.

### 카빌도 작전
AMIA 폭탄 테러 조사를 담당했던 판사 후안 호세 갈레아노는 우고 안소레구이에게 증언을 거부하던 핵심 증인 카를로스 텔레딘에게 뇌물을 주어 조사를 진전시켜 달라고 요청했다. 정보국은 텔레딘이 증언을 바꾸도록 40만 달러를 제공하여 2년 동안 교착 상태에 빠져 있던 사건의 진전을 강제했다.
SIDE는 부에노스아이레스의 카빌도 대로에 위치한 로이즈 은행에서 텔레딘의 아내 아나 보라니에게 돈을 전달하는 작전에 명시적으로 참여했다. 이 작전의 공개적 중요성은 AMIA 사건의 은폐를 조직하는 데 SIDE가 명시적으로 개입했다는 것이다.
이 작전은 나중에 네스토르 키르치네르 대통령의 새로운 단서 확보 노력 기간 동안 증언한 SIDE 요원들에 의해 철저히 설명되었다.

### 해외 대사관 감시
1960년대, SIDE는 부에노스아이레스에 주재하는 동구권과 다른 공산주의 국가들의 대사관을 지속적으로 감시했다.
AMIA 사건 조사 중, 당시 방첩 작전 국장인 호라시오 안토니오 스티우소는 SIDE가 왜 이란과 쿠바 대사관에 도청 장치를 설치하고 전화선을 감청했는지에 대한 질문을 받았다. 스티우소는 그러한 임무는 단순히 방첩 작전일 뿐 AMIA 사건과는 관련이 없다고 주장했다. 그럼에도 불구하고, 1998년 아르헨티나는 이란이 AMIA 폭탄 테러에 연루되었다는 증거를 제공하는 "도청"을 근거로 많은 이란 외교관들을 해고했다.

### 소피아 피히만 사건
1990년대 후반, 국립정보학교의 보안을 담당하던 정보국 직원이 살인죄로 유죄 판결을 받았다. 더 자세한 정보는 학교 사건을 참조하라.

### 시프레스 작전
1990년대 후반, 이란인 매춘부이자 미용사였던 나스림 목타리는 1992년 부에노스아이레스 이스라엘 대사관 공격과 1994년 AMIA 건물 폭탄 테러를 감행한 이란 지원 그룹과 연루된 것으로 여겨졌는데, 정보국에 의해 유럽에서 아르헨티나로 돌아오도록 유인되었다.
그녀의 연루에 대한 정보는 AMIA 사건의 용의자 윌슨 도스 산토스에게서 나왔다. 도스 산토스는 삼국 국경 지대에서 상당량의 밀수를 했던 브라질인 택시 보이이자 도둑이었다. 목타리는 부에노스아이레스에서 도스 산토스와 로맨틱한 관계를 맺고 있었으며, 부에노스아이레스의 이슬람 공동체와의 연결을 통해 AMIA 건물 폭탄 테러 계획에 대해 알게 되었다고 주장한다. 도스 산토스가 브라질 정보국 또는 브라질 경찰에서 일했거나 일하고 있는 것으로 의심된다.
게다가 폭탄 테러가 발생하기 몇 주 전, 도스 산토스는 밀라노의 아르헨티나, 이스라엘, 그리고 브라질 영사관에 들어가 다가오는 공격에 대해 경고했다. 몇 년 후 그가 8개의 여권을 소지한 채 스위스에서 체포되어 위증죄로 아르헨티나로 송환될 때까지 그의 행방은 묘연했다. 현재 그는 감옥에서 복역 중이다.
도스 산토스가 아르헨티나 법무부에 증언했을 때, 그의 진술에 약점이 있었음에도 불구하고, 그는 목타리를 지목하며 그녀가 폭탄 테러에 대해 알고 있었다고 주장했다(그는 나중에 그녀에게서 얻은 정보로 영사관에 경고했다고 증언했다).
아르헨티나 사법 시스템은 두 폭탄 테러 사건을 해결하라는 압력 때문에 새로운 단서가 필요했고, SIDE에 목타리를 찾아 아르헨티나로 데려와 심문하라고 명령했다. 그녀를 유럽에서 찾아 아르헨티나로 데려오기 위해 시프레스 작전이라는 코드명 계획이 조직되었다. 스위스에서 발견된 그녀는 SIDE 요원들에게 이란과의 사업을 위한 통역사 일자리를 제안하는 육류 사업가로 위장한 SIDE 요원들에게 속아 아르헨티나로 돌아왔다.
이 작전은 살라 파트리아 그룹에 의해 수행되었으며, 이 작전은 그녀를 찾는 데, 비용 지불, 요원 및 키프로스, 프랑스, 벨기에 및 스위스에서 정보 구매를 포함하여 정보국에 약 50만 달러의 비용이 들었다고 한다. 프랑스 정보국도 목타리가 파리에 살고 있을 때 SIDE가 그녀를 찾는 데 도움을 주었다.
목타리는 몬테비데오, 우루과이 행 에어 프랑스 항공편에 탑승했는데, 그 비행기는 부에노스아이레스에 경유했다. 비행기를 갈아타기 위해 내렸을 때, 그녀는 연방 경찰의 특수 대테러 팀에 의해 체포되었다. 목타리는 결국 석방되었다; 그녀를 어떤 것에 대해서도, 심지어 AMIA 폭탄 테러를 감행한 이란 지원 그룹에 연루된 것에 대해서도 기소할 충분한 증거가 없었다.
그녀에게 출국 금지 조치가 내려졌다가 나중에 해제되었지만, 나스림 목타리는 이미 파리의 인맥을 잃었고, 돈도 없었으며, 공개적으로 '국제 테러리스트'로 알려졌다. 정보국은 목타리가 아르헨티나에 머무를 수 있는 충분한 편의를 제공하는 것을 거부했고, 이란은 AMIA 폭탄 테러에 이란이 참여했다는 비난으로 인해 그녀가 가져온 충분한 국제적 문제 때문에 자국 영토에 그녀를 원하지 않았다. 그녀는 현재 부에노스아이레스의 정신병원에 입원해 있다.

### CIA 관계 단절
2001년 1월, Página/12 신문은 정보국과 미국 CIA 간의 복잡한 관계에 대한 기사를 실었다. 기사와 함께 당시 부에노스아이레스 CIA 지국장이었던 로스 뉴랜드의 사진과 개인 정보가 공개되었는데, 그는 CIA의 라틴아메리카 부서장을 맡을 것으로 예상되었다. 공식 보고서에 따르면 CIA는 SIDE에게 러시아 마피아와 아르헨티나에 막 도착한 전 KGB 요원들의 작전을 조사해 달라고 요청했다. 그 이유는 러시아 마피아가 아르헨티나를 불법 이민자들을 미국으로 밀수하는 중간 국가로 이용하고 있었기 때문이었다. 당시 아르헨티나는 미국 관광 방문에 비자를 요구하지 않았고, 아르헨티나 시민권을 취득하는 것이 비교적 쉬웠다.
최근에 도착한 구 KGB 요원들과 러시아 마피아를 조사해야 할 또 다른 이유는 많은 전 CIA 및 전 FBI 직원들이 아르헨티나 및 다른 많은 라틴 아메리카 국가에서 사설 보안 사업을 운영하고 있었기 때문이다. 러시아 갱단의 아르헨티나 진출은 그들의 사업을 경쟁 위험에 빠뜨렸다. 몇 달 전, 부에노스아이레스에 사는 것을 좋아했던 50세의 뉴랜드는 SIDE가 자신과 아르헨티나에 있는 동료 CIA 요원들을 미행하고 도청했다고 비난했다.
파트리시오 피넨과 알레한드로 브루송이라는 정보국의 두 명의 오랜 유명 직원이 빌링허스트 기지에서 작전을 수행하는 책임이 있었다는 정보가 유출되었다. 미국의 특이한 관심을 받은 것은 미국인들뿐만이 아니었다. 모사드와 독일 연방 정보국 (BND)도 마찬가지였다.
미국 보고서에 따르면 정보국은 CIA의 요청에 전혀 도움을 주지 않았으며, 오히려 미국은 정보국이 "신참자"들이 정보를 판매하여 시장에 진입하는 것을 도왔다고 주장했다. CIA는 역사적으로 정보국이 작전을 수행하는 데 자금을 지원해 왔는데, 정보국이 러시아인들의 밀수 작전을 간접적으로 돕고 있었기 때문에 분노했다. 그들은 정보국이 자신들의 편에 서서 "러시아 문제"를 정부 문제로 만들고, 따라서 러시아에 압력을 가할 것이라고 기대했다.
당시 정보국 방첩국장이었던 예비역 소령 알레한드로 브루송은 아르헨티나 육군 공병대 출신으로 1980년대와 1990년대에는 극단적 민족주의 우익 단체인 카라핀타다스(Carapintadas)의 추종자였는데, CIA는 인기 신문에 자신들의 지국장 신분 노출에 대해 그를 비난했다.
미국이 SIDE와 관련된 사건을 조사한 결과, 로스 뉴랜드의 사진과 정보가 정보국 자체에 의해 신문에 제공되었음이 밝혀졌다. 한편, SIDE는 다른 이론으로 스캔들을 설명하여 관계를 회복하려고 노력했다.
스캔들 끝에 로스 뉴랜드의 신원이 드러나고 이 사건이 전 세계 정보 커뮤니티에서 미국과 아르헨티나에게 큰 당혹감을 안겨주자, CIA는 아르헨티나에서 지국장을 철수시키고 SIDE와의 협력 문제 때문에 사무실을 몬테비데오, 우루과이로 영구적으로 이전할 것이라고 말했다. 또한, 이로 인해 SIDE 방첩국장이었던 예비역 소령 알레한드로 브루송은 미국 외교적 압력으로 "게임 규칙 위반" (정보 커뮤니티에서)으로 간주되는 행위의 책임자를 처벌하기 위해 추방되었다.
이 스캔들은 CIA와 SIDE의 관계에 오점을 남겼을 뿐만 아니라, 카를로스 메넴 행정부 동안 광범위하게 협력했던 아르헨티나 정보 커뮤니티에 대한 미국인들의 불신을 야기했다.

### 상원 뇌물 수수
2001년, 페르난도 데 라 루아 대통령 정부는 정보국의 예비 자금을 사용하여 아르헨티나 국회의 여러 상원의원에게 뇌물을 주려 했다. 이 작전의 동기는 데 라 루아가 추진하던 노동 개혁법의 통과를 확실히 하기 위함이었다. 행정부의 개입 수준이 대중에게 알려지자 국가적인 스캔들이 터졌고 데 라 루아 행정부는 거센 비판을 받았다.
당시 정보국은 은행가 페르난도 데 산티바녜스의 지휘 아래 있었는데, 그는 당시 데 라 루아 대통령의 가까운 친구였으며 정보국에 대대적인 변화를 약속했다. 카를로스 메넴 정부 시절 특히 아르헨티나 야당은 SIDE를 정치적 도구로 보았고 1999년 대통령 선거에서 승리할 경우 대대적인 개혁을 약속했다.
SIDE가 스캔들에 참여했다는 세부 사항이 공개적으로 알려지자 당시 페르난도 데 라 루아 대통령은 페르난도 데 산티바녜스에게 사임을 요청했다. 그는 상원 뇌물 수수 사건에 참여한 혐의로 기소되었다.
2013년, 연방 배심원단은 데 라 루아 대통령과 페르난도 데 산티바녜스를 비롯한 다른 공무원 및 상원의원들이 해당 혐의에 대해 무죄임을 밝혀냈다.

### 피케테로스 암살
사법 시스템과 언론은 정보국이 2002년 부에노스아이레스주의 푸에이레돈 다리에서 시위를 벌이던 두 명의 피케테로스인 다리오 산틸란과 막시밀리아노 코스테키의 죽음으로 이어진 사건 조직에 참여했다고 비난한다. 두 사람은 부에노스아이레스 경찰의 산탄총으로 등 뒤에서 총격을 받았다.
비극이 발생하기 몇 달 전, 정보국은 피케테로스 집회와 시위에 콜롬비아 극단주의 단체 FARC가 참석하고 있다는 정보 보고서를 작성했다. 게다가 암살 직전, 사건에 연루된 경찰관 알프레도 판키오티와 당시 정보 차관보 오스카 로드리게스 사이에 세 차례의 전화 통화가 있었다.
재판 과정에서 그날 현장에 있었던 경찰관들은 SIDE에서 온 남자가 자신들에게 접근하여 "오늘은 사건이 있을 것"이라고 말했다고 진술하며 암살에 정보국이 연루되었음을 추가로 밝혔다.
당시 국가정보국장이었던 카를로스 소리아는 나중에 "민주주의는 질서 속에서 작동하며, 우리는 질서를 확립해야 했다"고 말하며, 암살이 피케테로스 운동의 동기와 아르헨티나 사회에 대한 그들의 영향력을 심리적으로 약화시키기 위해 SIDE에 의해 조직되었다는 대중 이론을 제시했다.
피케테로스 단체들의 분노를 촉발시킨 이 암살 사건으로 인해 당시 임시 대통령 에두아르도 두알데는 예정보다 일찍 선거를 치르게 되었고, 그 이후로 연방 정부는 피케테로스에 대한 비억압 정책을 확립했다.
2005년, 네스토르 키르치네르 대통령은 비극에 관한 정보국의 모든 파일을 공개하고, 필요한 경우 일부 SIDE 직원과 요원이 질문에 응할 수 있도록 하는 법령에 서명했다.
SIDE에서 아직 이 사건에 연루된 혐의로 기소된 사람은 없다. 암살 2주년에는 시위대와 피케테로스들이 전화 통화가 발신된 빌링허스트 기지로 행진하여 건물을 훼손하고 조직에 대한 대중의 분노를 표출했다. 이는 SIDE 시설에서 사람들이 시위한 최초의 사건이었다.

## 역대 정보국장 및 국장
| N.º            | 국장 및 총재                   | 임기                                |
| 국가정보조정국 | 국가정보조정국                 | 국가정보조정국                      |
| -------------- | ------------------------------ | ----------------------------------- |
| 1              | 로돌포 프로이데                | 1946년 6월 4일 – 1955년 8월 21일    |
| 2              | 후안 콘스탄티노 콰란타         | 1955년 9월 21일 – 1958년 5월 1일    |
| 국가정보국     |                                |                                     |
| 3              | 후안 카를로스 바렐라           | 1958년 5월 1일 – 1962년 3월 29일    |
| 4              | 에르네스토 타키니              | 1962년 3월 29일 – 1963년 10월 12일  |
| 5              | 메다르도 가야르도 발데스       | 1963년 10월 12일 – 1966년 6월 28일  |
| 6              | 로베르토 마르셀로 레빙스톤     | 1966년 6월 28일 – 1968년 11월 11일  |
| 7              | 에두아르도 아르헨티노 세뇨란스 | 1968년 11월 11일 – 1971년 3월 22일  |
| 8              | 카를로스 알베르토 마르티네스   | 1971년 3월 22일 – 1973년 5월 25일   |
| 9              | 아우구스토 모레요              | 1973년 5월 25일 – 1974년 1월 20일   |
| 10             | 호르헤 오스카 몬티엘           | 1974년 1월 20일 – 1976년 3월 24일   |
| 국가정보국     |                                |                                     |
| 11             | 오토 카를로스 팔라디노         | 1976년 3월 24일 – 1976년 12월 9일   |
| 12             | 카를로스 엔리케 레이드로       | 1976년 12월 9일 – 1978년 1월 18일   |
| 13             | 카를로스 알베르토 마르티네스   | 1978년 1월 18일 – 1983년 12월 10일  |
| 14             | 로베르토 마누엘 페나           | 1983년 12월 10일 – 1986년 1월 1일   |
| 15             | 파쿤도 로베르토 수아레스       | 1986년 1월 1일 – 1989년 7월 8일     |
| 16             | 후안 바우티스타 요프레         | 1989년 7월 8일 – 1990년 1월 30일    |
| 17             | 우고 안소레구이                | 1990년 1월 30일 – 1999년 12월 10일  |
| 18             | 페르난도 데 산티바녜스         | 1999년 12월 10일 – 2000년 10월 23일 |
| 19             | 카를로스 베세라                | 2000년 10월 23일 – 2001년 12월 20일 |
| 정보국         |                                |                                     |
| 20             | 카를로스 세르네세              | 2001년 12월 20일 – 2002년 1월 2일   |
| 21             | 카를로스 에르네스토 소리아     | 2002년 1월 2일 – 2002년 7월 10일    |
| 22             | 미겔 앙헬 토마                 | 2002년 7월 10일 – 2003년 5월 25일   |
| 23             | 세르히오 아세베도              | 2003년 5월 25일 – 2003년 12월 10일  |
| 24             | 엑토르 이카주리아가            | 2003년 12월 10일 – 2014년 12월 16일 |
| 25             | 오스카르 파리리                | 2014년 12월 16일 – 2015년 12월 10일 |
| 연방정보국     |                                |                                     |
| 26             | 구스타보 아리바스              | 2015년 12월 10일 – 2019년 12월 10일 |
| 27             | 크리스티나 카아마뇨            | 2019년 12월 10일 – 2022년 6월 6일   |
| 28             | 아구스틴 로시                  | 2022년 6월 8일 – 2023년 2월 5일     |
| 29             | 아나 클라라 알베르디           | 2023년 2월 15일 – 2023년 12월 10일  |
| 30             | 실베스트레 시보리              | 2023년 12월 12일 – 2024년 5월 27일  |
| 31             | 세르히오 네이페르트            | 2024년 7월 15일 – 현재              |

## 같이 보기
- 아르헨티나의 정보기관
- 사법감시국
- List of secretaries of intelligence of Argentina
- 국립형사정보국
- 국립군사전략정보국
- 국립정보학교
- 국가정보체계